# Kaduagung Barat
Kaduagung Barat is een bestuurslaag in het regentschap Lebak van de provincie Banten, Indonesië. Kaduagung Barat telt 3690 inwoners (volkstelling 2010).